# Илвесхајм
Илвесхајм (њем. Ilvesheim) општина је у њемачкој савезној држави Баден-Виртемберг. Једно је од 54 општинска средишта округа Рајн-Некар. Према процјени из 2010. у општини је живјело 7.996 становника. Посједује регионалну шифру (AGS) 8226036.

## Географски и демографски подаци
Илвесхајм се налази у савезној држави Баден-Виртемберг у округу Рајн-Некар. Општина се налази на надморској висини од 97 метара. Површина општине износи 5,9 km². У самом мјесту је, према процјени из 2010. године, живјело 7.996 становника. Просјечна густина становништва износи 1.358 становника/km².